# 佐山彩香
佐山 彩香（さやま あやか、1993年5月17日 - ）は、日本の女優・モデル、元グラビアアイドル。
神奈川県出身。G-STAR.PRO（ジースター・プロ）に所属していた。VOTE MAKE NEW CLOTHESイメージモデル、belletia parisイメージモデル。

## 来歴
2009年2月中旬、中学3年生の時に原宿駅で現在の事務所にスカウトされたのをきっかけにグラビアアイドルとしてデビュー。同年8月、@mistyにて雑誌やDVDに先がけて初グラビアを公開した。
2012年3月、高校を卒業してからは芸能活動に専念。4月11日、2代目「HEIWAイメージガール」に就任した。7月4日、フジテレビ系のドラマ「GTO」にて女優デビュー。
2019年11月18日発売の『週刊プレイボーイ』48号の袋とじグラビアを以って、グラビアアイドルを卒業した。
2021年2月19日、同年2月末をもって所属事務所（G-STAR.PRO）を退所すること、今後はフリーランスで活動していくことを自身のTwitterで報告した。
2024年3月15日、結婚。2024年8月、妊娠を発表。2024年12月、第１子女児出産を報告。

## 人物
- 4人兄弟の次女で、2歳差の姉と弟、年の離れた弟がいる[12]。
- 趣味はマラソン、ヨガ、トライアスロン、キックボクシング、ジム通い。特技は早口言葉、英会話[13]。きき酒師（日本酒ソムリエ）の資格を20歳で取得[14]。
- スポーツができるグラドルとしても知られ[15]、2017年5月にはホノルルトライアスロンを完走した[16]。
- 小学生のころから胸が大きく、6年生の頃には身長の伸びが止まり、また体型も変わっていない[17]。

## 出演

### テレビドラマ
- GTO（2012年7月 - 9月、フジテレビ系）
- シュガーレス（2012年10月 - 12月、日本テレビ） - 真野明日香 役
- 幽かな彼女（2013年4月 - 6月、関西テレビ） - 小山りえ 役

### テレビ番組
- 全力坂（2010年7月27日、8月4・24日、テレビ朝日）
- ゴッドタン「第4回 芸能界キレ女塾」（2010年9月22日、テレビ東京）
- ランク王国（2010年12月4日、TBS） - ドリンクヨーグルト売上げTOP10
- 女神降臨（2011年5月29日、MONDO TV）
- 今ちゃんの「実は…」（2011年9月21日、朝日放送）
- iCon（2011年9月27日、2012年2月28日、日本テレビ）
- 芸能★BANG!（2012年2月27日、日本テレビ）
- ザキヤマの新説!あざ〜っす!マニュアル（2012年4月11日、テレビ東京）
- つんつべ♂（2012年4月27日・5月4日、TOKYO MX）
- 70人の芸能人がひくほど本気になっちゃう春のガチ運動会（2012年4月29日、フジテレビ）
- 爆笑 大日本アカン警察（2012年5月13日、フジテレビ）
- 千鳥の放課後チャンプ（2012年12月14日、MBS）
- ツボ娘（2013年8月8日、TBSテレビ）
- ナカイの窓（2013年9月25日、日本テレビ）
- 浜ちゃんが!グアムSP（2016年2月3日、日本テレビ）
- 鎧美女（2016年11月28日、フジテレビ）
- ゴッドタン「アイドル飲み姿カワイイ選手権」（2017年8月19日、テレビ東京）
- 二軒目どうする?〜ツマミのハナシ〜（2018年3月3日、テレビ東京）
- 所さんの学校では教えてくれないそこんトコロ!（2018年6月15日、テレビ東京）

### ウェブテレビ
- 土曜の夜は尻上がり!「ピーチゃんねる」（2016年7月16日 - 2017年3月25日、2018年7月1日、AbemaSPECIALチャンネル）
- 美女ランチ（2016年9月5日、AbemaTV）
- お願い!ランキング　MC（2017年3月23日、AbemaTV）
- DDTの木曜The NIGHT（2018年5月2日、AbemaTV）

### CM
- HEIWA 企業CF
  - 「ゴルフ場に愛される」篇（2012年11月）
  - 「街がもしもオセロになったら!?」篇（2012年12月）
- グリコ乳業「ドロリッチ」（2013年4月 - ） - 第2期ドロリッチガールズとして出演

### 広告
- 2代目HEIWAイメージガール（2012年）[18]
- グリコ乳業「ドロリッチ」（2013年）

### イベント
- かすみがうらマラソン 完走（2013年4月21日）
- 九十九里トライアスロン[19]（2016年9月24日） チームCHINTAI グラチアメンバー(全担当：佐山彩香、スイム担当：青山ひかる、ラン担当：大貫彩香、バイク担当：星島沙也加)[20]
- 九十九里トライアスロン アンバサダー（2017年9月16日）
- ホノルルトライアスロン 完走（2017年5月14日）
- Tokyo Boys Collections 2018 in武道館（2018年2月21日）
- NIKE WOMENS TOKYO 10K RUN（2018年3月25日）
- NIKE WOMENS TOKYO 10K RUN（2019年3月24日）

### ラジオ
- J-WAVE「GOLD RUSH」
- NHKラジオ『だめだめラジオ　天使の言葉』

### スマートフォンアプリ
- 妄撮 for Android（2011年4月28日、講談社）
- 佐山彩香 AYA あや -GravureKingdom-（2011年9月、NEC BIGLOBE）
- お疲れさんアラーム（2011年11月、ライオン）
- ドリームコール（2011年12月、イグニス）

### パチスロ
- ラブ嬢（2013年、オリンピア）ヘルプ嬢役[21]

## 作品

### DVD
- Pure smile（2009年11月20日、竹書房）
- パラソル（2010年2月26日、彩文館出版）
- 100%ギュと搾りたて"生"彩香をゴックン♥（2010年5月17日、アドバンスエージェンシー）
- 天使で小悪魔（2010年8月20日、ワニブックス）
- アヤカラー（2010年12月8日、SMD）
- せつなの恋人 佐山彩香 〜ハイティーン17の奇跡〜（2011年3月11日、M．B．D メディアブランド）
- 少女 doki!（2011年6月20日、ラインコミュニケーションズ）
- Aya Chu（2011年9月24日、竹書房）
- 彩色吐息（2011年12月16日、イーネット・フロンティア）
- アヤディカー（2012年5月16日、学研パブリッシング）
- 19 -JU-KU-（2012年8月20日、ラインコミュニケーションズ）
- 好きがとまらない（2012年11月24日、竹書房）
- あーコレ 〜Super Extra（2013年1月20日、ラインコミュニケーションズ）
- 彩ドキッ♡（2013年2月21日、イーネット・フロンティア）
- 色香（2013年5月31日、彩文館）
- あやんてぃ（2013年8月20日、ラインコミュニケーションズ）
- 夏色彩香（2014年9月27日、晋遊舎）
- イタズラなカノジョ（2014年12月15日、ラインコミュニケーションズ）
- ほっとみるく（2015年3月25日、エアーコントロール）
- 素肌（2015年6月20日、ラインコミュニケーションズ）
- 純真ハニー（2015年10月22日、ギルド）
- 香る肌、彩りの季節（2016年1月20日、ラインコミュニケーションズ）
- 恋のガイダンス（2016年4月22日、竹書房）
- どこでもあやか（2016年7月20日、ラインコミュニケーションズ）
- バリでの姫ごと（2016年11月25日、エアーコントロール）
- 近くなる二人（2017年4月25日、エアーコントロール）
- アヤウイ日常（2017年7月20日、ラインコミュニケーションズ）
- 好きっていってよ（2017年11月22日、イーネット・フロンティア）
- Je t’aime（2018年3月22日、竹書房）
- ラストグラビア（2020年1月25日、エアーコントロール）

### Blu-ray
- hi movie せつなの恋人 佐山彩香 Blu-rayR版（2012年1月27日、M.B.D メディアブランド） - 同名DVDのBD版
- NICE IDOL（FAN）MUST PURE!!! vol.3（2012年9月24日、NI（F）MP編集部） - DVDマガジン。チャプター3「佐山彩香グラビア撮影メイキング」
- 佐山彩香 Premium Blu-ray BOX（2013年5月31日、彩文館） - DVD『パラソル』『色香』のBD版2枚組。ロングインタビューも収録

### VR
- 佐山彩香、此処に居ます。 (2018年12月7日、ファンタスティカ)
- 温泉旅館にてホロ酔い火照り肌とはだけ浴衣で僕を惑わす佐山彩香、そういう世界。(2018年12月14日、ファンタスティカ)
- 仲良し過ぎる佐山彩香と僕はふたりでついついソファでもベッドでもイチャイチャしてしまう。そんな世界。(2018年12月21日、ファンタスティカ)

## 書籍

### 写真集
- AYA（2009年12月24日、彩文館出版、撮影：Alex Won）ISBN 978-4775604427
- ホイップ バニラ ピーチ（2010年6月27日、ワニブックス、撮影：小塚毅之）ISBN 978-4847042805
- CANDY GIRL〈『sabra』DVD MOOK〉（DVD付き写真集）（2010年11月25日、小学館、撮影：矢西誠二）ISBN 978-4091030016
- virgin nude（2012年3月19日、集英社、撮影：細野晋司）ISBN 978-4087806397
- 佐山彩香と一泊二日（2012年9月26日、マガジンハウス、撮影：石垣星児）ISBN 978-4838724857
- 佐山彩香Special（2013年2月13日、ワニブックス、撮影：木村智哉）ISBN 978-4847045240
- クイーンズブレイド THE LIVE 大海賊キャプテンリリアナ 佐山彩香 EDITION（2013年10月19日、ホビージャパン、撮影：青山裕企） - コスプレ写真集 ISBN 978-4798606798
- ゆれてもいい（2014年7月14日、講談社、撮影：橋本雅司）ISBN 978-4062190879
- bress you（2020年1月21日、双葉社、撮影：佐賀章広）ISBN 978-4575315301

### 書籍
- 妄撮Blue（2010年7月22日、講談社） - オムニバス写真集 ISBN 978-4062164368
- 妄撮Chocolate（2011年12月20日、講談社） - オムニバス写真集 ISBN 978-4062173797
- 水玉コラ娘（2012年8月10日、グライドメディア） - オムニバス写真集 ISBN 978-4813021926

### トレーディングカード
- 「No.1」 オフィシャルトレーディングカード 佐山彩香（2011年10月10日、サムライム）
- ボムカード・リミテッド「佐山彩香」（2012年9月2日、ムービック）